# Cruz-Barreiros
Cruz-Barreiros (oficialmente A Cruz) es una aldea española situada en la parroquia de Abegondo, del municipio de Abegondo, en la provincia de La Coruña, Galicia.

## Demografía
| Gráfica de evolución demográfica de Cruz-Barreiros entre 1999 y 2018 |
|                                                                      |
| Datos según el nomenclátor publicado por el INE.                     |